# Republika Kalifornii
Republika Kalifornii (ang. California Republic, hiszp. República de California) – państwo w Ameryce Północnej, istniejące przez kilkanaście dni 1846 roku.

## Historia
13 maja 1846 wybuchła wojna pomiędzy Stanami Zjednoczonymi a Meksykiem. 14 czerwca 1846 nieświadomi tego amerykańscy osadnicy zamieszkujący Kalifornię zbuntowali się z inicjatywy kapitana Johna C. Frémonta przeciwko Meksykowi.
Powstańcy uwięzili meksykańskiego komendanta Kalifornii Północnej i ogłosili powstanie niepodległej Republiki Kalifornii ze stolicą w Sonomie, zwanej także Republiką Niedźwiedziej Flagi. Prezydentem republiki został William B. Ide, a jego rządy trwały 25 dni. 23 czerwca kpt. Fremont objął dowództwo nad liczącymi 60 żołnierzy siłami zbrojnymi nowej republiki.
7 lipca w Kalifornii wylądowała flota amerykańska, przynosząc wieść o wojnie Stanów Zjednoczonych z Meksykiem. Dwa dni później, 9 lipca powstańcy podjęli decyzję o likwidacji republiki i włączeniu się utworzonego przez nich tzw. Batalionu Kalifornii pod dowództwem kpt. Fremonta do walki z Meksykiem po stronie Stanów Zjednoczonych.
Flaga efemerycznej Republiki posłużyła za wzór flagi nowego stanu Kalifornia, a jej oryginał został zniszczony podczas trzęsienia ziemi w San Francisco w 1906 roku.
Dawną republikę przyjęto do unii 9 września 1850 roku jako trzydziesty pierwszy stan.